# Гуц Олена Христофорівна
Оле́на Христофо́рівна Гу́ц (нар. 9 листопада 1930, Київ, СРСР) — колишня радянська гімнастка та суддя міжнародної категорії з гімнастики. Багаторазова чемпіонка СРСР, дворазова переможниця Спартакіади народів СРСР, майстер спорту, заслужений працівник фізичної культури і спорту УРСР. З 1960 по 2012 рік працювала диктором на домашніх матчах київського «Динамо». З 2012 року працює на матчах дублюючих складів киян на стадіоні «Динамо» імені Валерія Лобановського.

## Життєпис
Олена Гуц народилася в Києві, жила у будинку навпроти стадіону «Динамо». У секцію гімнастики її привів вчитель фізкультури школи № 6 Євген Коваленко. Худорляву стрибучу дівчину швидко помітили тренери і з жовтня 1945 року вона стала членом товариства «Динамо», а вже через 5 років Гуц було включено до складу збірної СРСР.
У 1952 році Олена Гуц мала виступати на Олімпійських іграх у Гельсінкі, однак за день до старту замість неї до збірної було включено гімнастку з Москви, що беззаперечно поступалася за рівнем українській спортсменці. Таким чином Гуц усі Ігри пробула в запасі і нагороду, ясна річ, не отримала.
Олена Христофорівна закінчила виступи на гімнастичному помості у 1961 році, 11 років працювала тренером на громадських засадах, очолювала суддівську колегію, обіймала посаду віцепрезидента Федерації гімнастики України.
Уперше провести футбольний матч за участю київського «Динамо» як дикторові на стадіоні Олені Гуц запропонували у серпні 1960 року. З того часу її голос майже постійно лунав на арені під час домашніх матчів киян. Окрім того, Гуц працювала на іграх дублюючих складів «динамівців», змаганнях з гімнастики та проводила щорічні паради відкриття футбольних сезонів. У 2012 році, після перенесення ігор «Динамо» на оновлений НСК «Олімпійський», Олена Христофорівна продовжила оголошувати повідомлення лише на матчах резервних команд динамівської системи, що відбувалися на клубному стадіоні.

## Досягнення
- Заслужений працівник фізичної культури і спорту УРСР
- Майстер спорту СРСР
- Дворазова переможниця Спартакіади народів СРСР
- Багаторазова чемпіонка СРСР